# Distretto di Vallo
Il distretto di Vallo fu una delle suddivisioni amministrative del Regno delle Due Sicilie, subordinate alla provincia di Principato Citra, soppressa nel 1860.

## Istituzione e soppressione
Fu costituito nel 1811 a seguito della soppressione del distretto di Bonati. Quest'ultimo era stato costituito con la legge 132 del 1806 Sulla divisione ed amministrazione delle province del Regno, varata l'8 agosto di quell'anno da Giuseppe Bonaparte. Originariamente, infatti, i distretti del Principato Citra erano tre: Salerno, Sala e Bonati. Con la legge 122 del 4 maggio 1811 (emanata da Parigi), però, si ebbe una riorganizzazione amministrativa e territoriale della provincia. Il distretto di Salerno e quello di Sala vennero ridimensionati, mentre fu soppresso il distretto di Bonati. Contemporaneamente venivano istituiti il distretto di Campagna ed il distretto di Vallo, comprendente quasi tutto il territorio del distretto di Bonati, tranne i comuni di Bonati, Sanza e i paesi delle rispettive intendenze, che venivano aggregati al distretto di Sala. Con l'occupazione garibaldina e annessione al Regno di Sardegna del 1860, l'ente fu soppresso.

## Suddivisione in circondari
Il distretto era suddiviso in successivi livelli amministrativi gerarchicamente dipendenti dal precedente. Al livello immediatamente successivo, infatti, individuiamo i circondari, che, a loro volta, erano costituiti dai comuni, l'unità di base della struttura politico-amministrativa dello Stato moderno. A questi ultimi potevano far capo i casali, centri a carattere prevalentemente rurale. I circondari del distretto di Vallo ammontavano a dieci ed erano i seguenti:
- Circondario di Laurito:
Laurito, Montano (con i casali di Abatemarco e Massicelle), Alfano, Futani (con i casali di Castinatelli e Eremiti), Cuccaro e Rofrano;
- Circondario di Torreorsaja:
Torreorsaja, Roccagloriosa (con i casali di Acqualavena e Rocchetta), Castelruggiero e Celle (con il casale di Poderia);
- Circondario di Torchiara:
Torchiara (con il casale di Copersito), Agropoli, Cicerale (con il casale di Monte), Ogliastro (con i casali di Eredita e Finocchito), Lauriano (con i casale di Matonti e San Martino), Lustra, Prignano (con il casale di Melito) e Rotino;
- Circondario di Vallo:
Vallo (con i casali di Angellara, Massa e Pattano), Cannalonga, Castelnuovo, Ceraso (con i casali di Massascusa, San Biase e Santa Barbara), Mojo (con il casale di Pellare) e Novi;
- Circondario di Pollica:
Pollica (con i casali di Aquavella, Cannicchio e Galdo), Casalicchio, Sessa Cilento (con i casali di Casigliano, Castagneta, Omignano, San Mango, Santa Lucia e Valle), Porcili (con i casali di Guarrezzano, Malafede e San Giovanni) e San Mauro Cilento;
- Circondario di Pisciotta:
Pisciotta (con il casale di Rodio), Ascea (con i casali di Catona e Mandia), Centola (con i casali di Forìa, San Nicola e San Severino) e San Mauro La Bruca (con il casale di San Nazario);
- Circondario di Castellabate:
Castellabate, Perdifumo (con i casali di Camella e Vatolla), Serramezzana (con i casali di Capograssi e San Teodoro) e Ortodonico (con i casali di Cosentini, Fornelli, Montecorice e Zoppi);
- Circondario di Camerota:
Camerota (con i casali di Lentiscosa e Marina), Licusati, San Giovanni a Piro e Bosco[4];
- Circondario di Gioj:
Gioj (con i casali di Cardile e Sala di Gioj), Campora, Maglianovetere (con i casali di Capizzo e Maglianonuovo), Stio (con il casale di Gorga), Monteforte e Orria (con i casali di Ostigliano, Perito e Piano, Vetrale);
- Circondario di Laurino:
Laurino, Fogna, Piaggine Soprana, Piaggine Sottana e Sacco.

## Galleria d'immagini

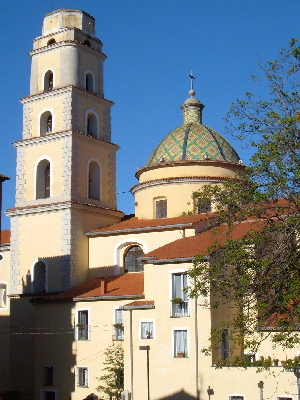
Particolare della Cattedrale di San Pantaleone
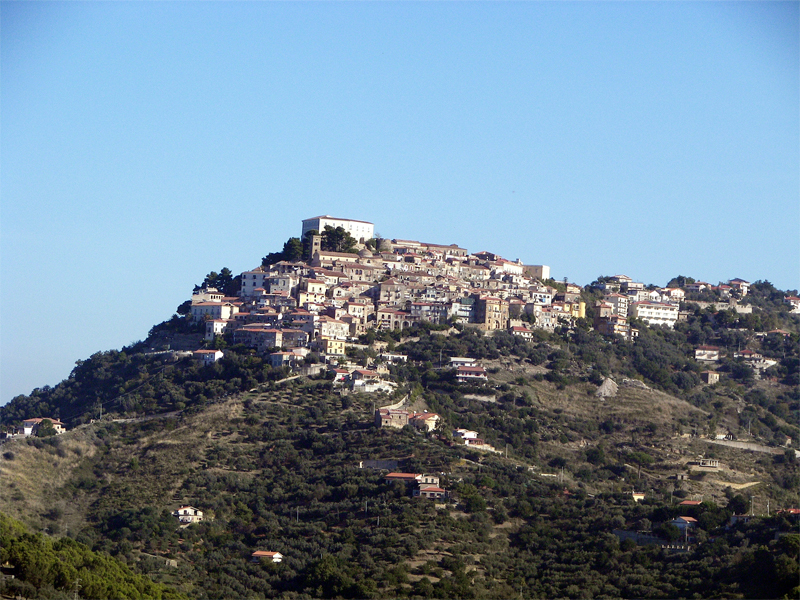
Castellabate.
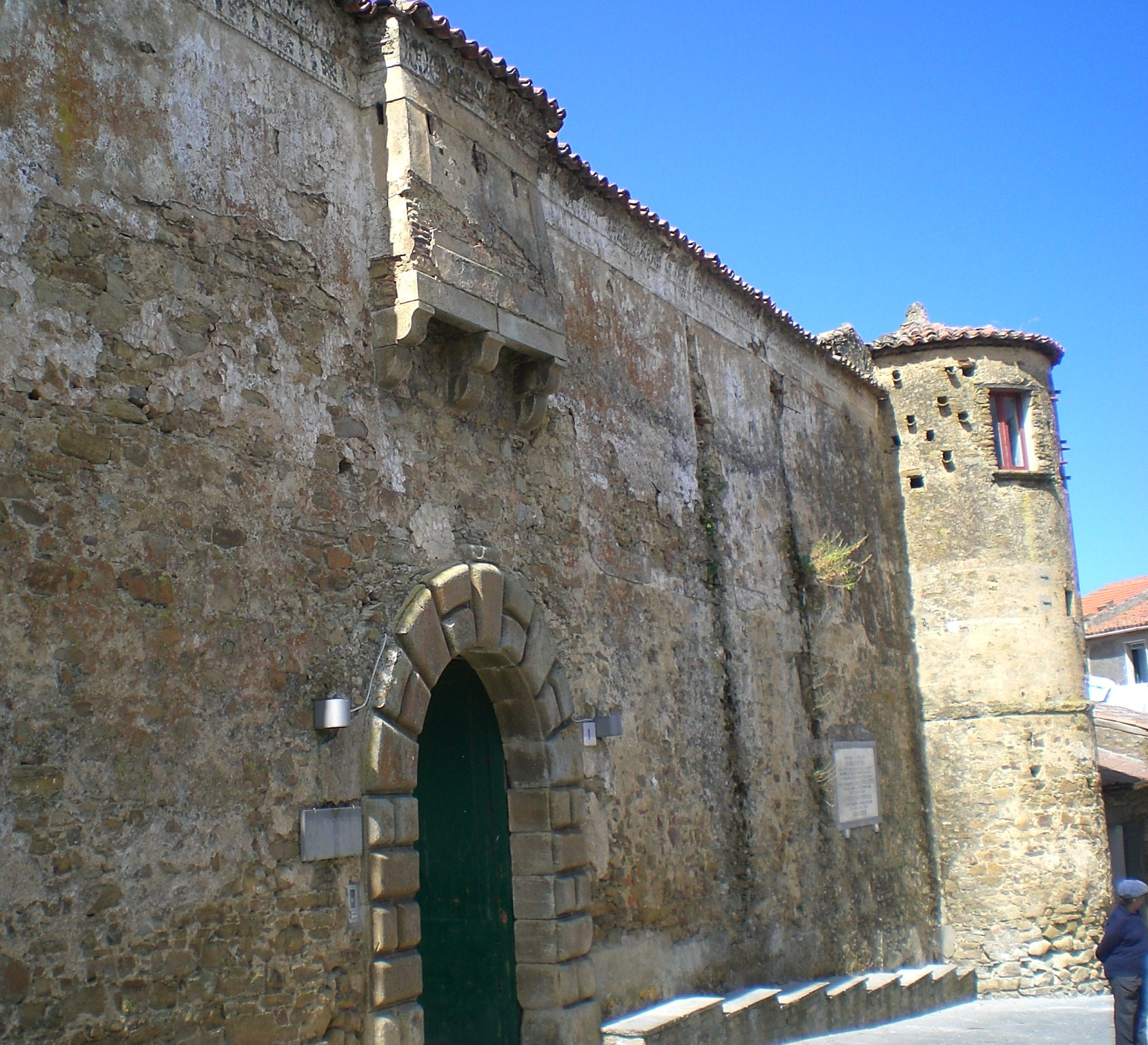
Perdifumo: Il castello Vargas di Vatolla
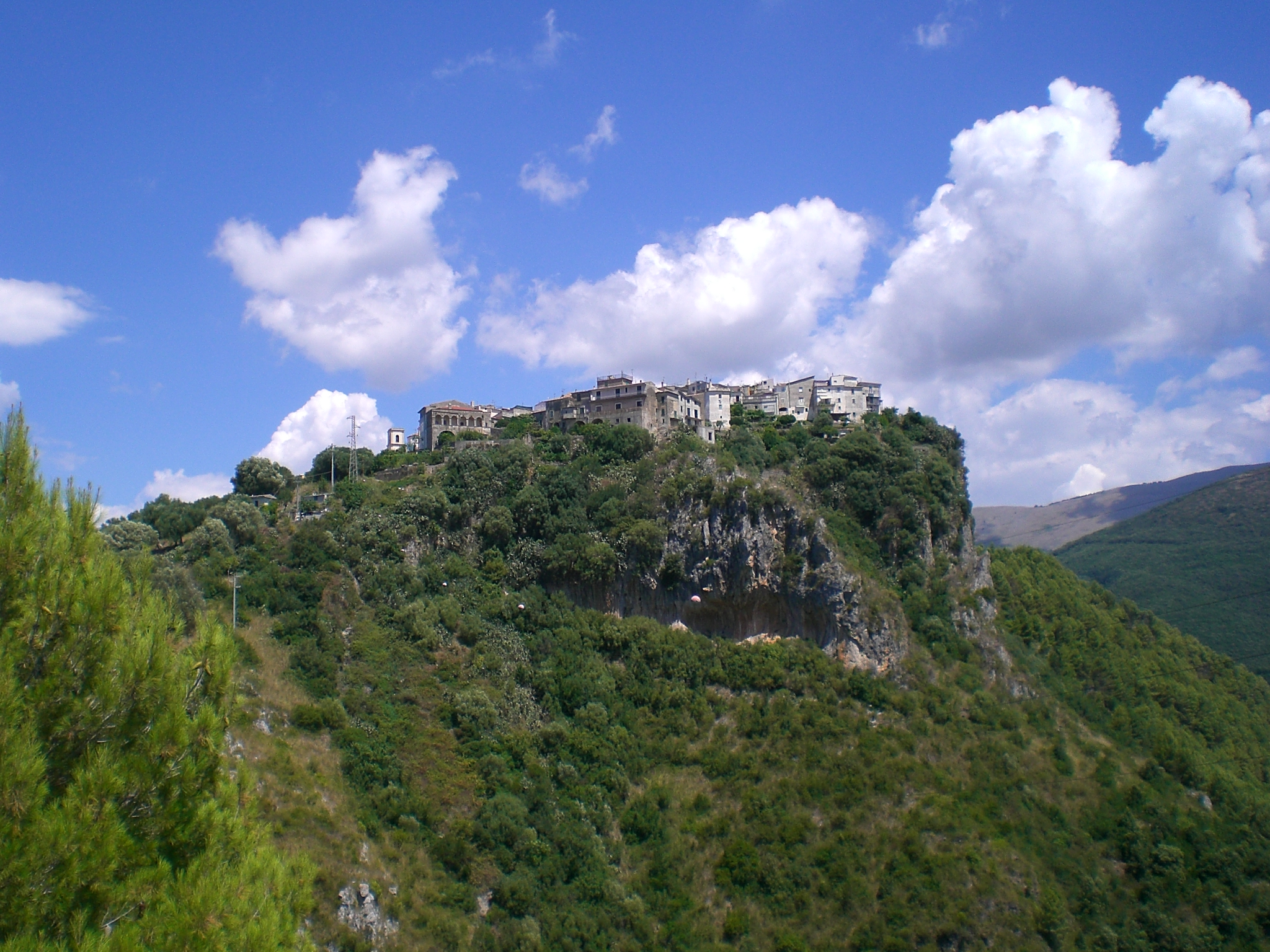
Camerota.